# 維利尚卡 (沙齊克區)
51°28′50″N 23°41′35″E / 51.48056°N 23.69306°E
維利尚卡（烏克蘭語：Вільшанка），是烏克蘭的村落，位於該國西部沃倫州，由科韋利區負責管轄，面積0.2平方公里，海拔高度166米，2001年人口98，人口密度每平方公里490人。